# Leander Steinkopf
Leander Steinkopf (* 1985 in Seeheim-Jugenheim) ist ein deutscher Schriftsteller.

## Leben
Nach seinem Abitur an der Albert-Einstein-Schule in Groß-Bieberau absolvierte Steinkopf 2004–2005 an der heilpädagogischen Christophorus-Schule in Mühltal seinen Zivildienst. Von 2005 bis 2008 studierte er Soziologie an der Universität Mannheim. Nach seinem B.A. war er von 2008 bis 2009 Wissenschaftlicher Mitarbeiter am Lehrstuhl für Sozialpsychologie in Mannheim. Anschließend studierte er über die Fernuniversität Hagen und die Humboldt-Universität zu Berlin Sozialphilosophie, Wissenschaftsphilosophie und Biologie und begann 2011 an der Freien Universität Berlin eine Dissertation in Psychologie. 2013 erhielt Steinkopf ein Erasmus-Mundus-Stipendium für einen Forschungsaufenthalt am Lehrstuhl für Sozialpsychologie der Universität Sarajevo, 2014/15 forschte er am Institut für Medizinische Psychologie der Universität München. 2016 wurde er mit einer Arbeit über den Placeboeffekt in Psychologie promoviert und veröffentlichte 2022 ein Sachbuch zur Schulmedizin.
Zusammen mit Nektarios Vlachopoulos, Karsten Hohage und Daniel Wagner gründete er 2009 die Heidelberger Lesebühne „Vollversammlung“. Seit 2011 schreibt er für das Feuilleton der Frankfurter Allgemeinen Zeitung und Frankfurter Allgemeinen Sonntagszeitung. Außerdem erschienen Essays und Erzählungen u. a. in Sinn und Form, Merkur, Literarische Welt, taz und Neue Zürcher Zeitung. 2021 wurde er von Jurorin Vea Kaiser für den Ingeborg-Bachmann-Preis vorgeschlagen und erreichte dort mit dem Text Ein Fest am See die Finalrunde.
Steinkopf lebt in München.

## Auszeichnungen und Stipendien
- 2017: Residenzaufenthalt in Novo Mesto auf Einladung des Goethe-Instituts Slowenien im November[7]
- 2018: Preis der Schülerjury beim Kranichsteiner Literaturförderpreis[7]
- 2018: Residenzaufenthalt in Sofia auf Einladung der Next Page Foundation und des Goethe-Instituts Bulgarien[7]
- 2019/2020: Werkstipendium des Deutschen Literaturfonds[7]
- 2021: Albrecht-Lempp-Stipendium[7]

## Publikationen (Auswahl)

### Bücher
- Stadt der Feen und Wünsche (Erzählung). Hanser Berlin, Berlin 2018, ISBN 978-3-446-25860-0.
- Die andere Hälfte der Heilung (Sachbuch). Mosaik, München 2018, ISBN 978-3-442-39339-8.
- mit Quynh Tran, Simon Strauß, Katharina Herrmann, Lukas Haffert et al.: Kein Schöner Land: Angriff der Acht auf die deutsche Gegenwart. (Sachbuch) C.H.Beck, München 2019, ISBN 978-3-406-73997-2.
- Was der Schulmedizin fehlt. Wie Placebos wirken, wie Zuwendung heilt, und warum die Evolution dafür verantwortlich ist. Goldmann Verlag, 2022, ISBN 978-3-641-27291-3.
- Der Reiz des Verbotenen. Über die Freiheit jenseits des Erlaubten. Essay. Zu Klampen Verlag, Springe 2024. ISBN 978-3-98737-028-1.

### Theaterstücke
- Troika – Komödie in drei Dramoletten. Drei Masken Verlag, München 2016[8]
- Talk – Komödie in drei Akten. Drei Masken Verlag, München 2016[8]
- Ortsumgehung Diegethal – Komödie. Drei Masken Verlag, München 2017[8]